# Coupe du monde féminine de football des moins de 20 ans 2008
Navigation
Édition précédente Édition suivante
La Coupe du monde féminine de football des moins de 20 ans 2008 se déroule au Chili du 20 novembre au 7 décembre 2008 et réunit 16 sélections.

## Désignation du pays hôte
Le 15 septembre 2006, le Chili est désigné pays hôte de la Coupe du monde féminine de football des moins de 20 ans 2008. C'est le troisième tournoi mondial de football organisé au Chili après la Coupe du monde 1962 et la Coupe du monde des moins de 20 ans 1987.

## Stades
Quatre villes accueillent les différentes rencontres :
- Le stade municipal Francisco Sánchez Rumoroso, Coquimbo
- Le stade municipal Municipal de La Florida, Santiago
- Le stade municipal Nelson Oyarzún Arenas, Chillán
- Le stade municipal Germán Becker, Temuco

## Qualifiées
Les 16 sélections qualifiées par confédération :
- Confédération asiatique :  Corée du Nord,  Japon[1],  Chine[2]
- Confédération africaine :  Nigeria,  RD Congo
- Confédération de l'Amérique du nord, centrale, et Caraïbes :  États-Unis,  Mexique,  Canada
- CONMEBOL :  Chili (pays hôte),  Argentine,  Brésil
- Confédération d'Océanie :  Nouvelle-Zélande
- UEFA :  Angleterre,  France,  Allemagne et  Norvège[3]

## Phase finale

### Premier tour
Composition des groupes
| Groupe A - Angleterre - Chili - Nigeria - Nouvelle Zélande |  | Groupe B - Argentine - Chine - États-Unis - France |  | Groupe C - Allemagne - Canada - République Démocratique du Congo - Japon |  | Groupe D - Brésil - Corée du Nord - Mexique - Norvège |

#### Groupe A
Matchs
| Date             | Équipe 1         | Score | Équipe 2         | Lieu     |
| ---------------- | ---------------- | ----- | ---------------- | -------- |
| 19 novembre 2008 | Nouvelle-Zélande | 2-3   | Nigeria          | Coquimbo |
| 20 novembre 2008 | Chili            | 0-2   | Angleterre       | Coquimbo |
| 22 novembre 2008 | Nigeria          | 1-1   | Angleterre       | Coquimbo |
| 23 novembre 2008 | Chili            | 3-4   | Nouvelle-Zélande | Coquimbo |
| 26 novembre 2008 | Nigeria          | 2-0   | Chili            | Temuco   |
| 26 novembre 2008 | Angleterre       | 1-1   | Nouvelle-Zélande | Santiago |

Classement
| Rang | Équipes          | Points | J | G | N | P | Bp | Bc | Diff. |
| ---- | ---------------- | ------ | - | - | - | - | -- | -- | ----- |
| 1    | Nigeria          | 7      | 3 | 2 | 1 | 0 | 6  | 3  | +3    |
| 2    | Angleterre       | 5      | 3 | 1 | 2 | 0 | 4  | 2  | +2    |
| 3    | Nouvelle-Zélande | 4      | 3 | 1 | 1 | 1 | 7  | 7  | 0     |
| 4    | Chili            | 0      | 3 | 0 | 0 | 3 | 3  | 8  | -5    |

#### Groupe B
Matchs
| Date             | Équipe 1   | Score | Équipe 2   | Lieu     |
| ---------------- | ---------- | ----- | ---------- | -------- |
| 19 novembre 2008 | Chine      | 0-0   | Argentine  | Chillan  |
| 19 novembre 2008 | France     | 0-3   | États-Unis | Chillan  |
| 22 novembre 2008 | États-Unis | 3-0   | Argentine  | Chillan  |
| 22 novembre 2008 | Chine      | 0-2   | France     | Chillan  |
| 26 novembre 2008 | États-Unis | 0-2   | Chine      | Temuco   |
| 26 novembre 2008 | Argentine  | 1-3   | France     | Santiago |

Classement
| Rang | Équipes    | Points | J | G | N | P | Bp | Bc | Diff. |
| ---- | ---------- | ------ | - | - | - | - | -- | -- | ----- |
| 1    | États-Unis | 6      | 3 | 2 | 0 | 1 | 6  | 2  | +4    |
| 2    | France     | 6      | 3 | 2 | 0 | 1 | 5  | 4  | +1    |
| 3    | Chine      | 4      | 3 | 1 | 1 | 1 | 2  | 2  | 0     |
| 4    | Argentine  | 1      | 3 | 0 | 1 | 2 | 1  | 6  | -5    |

#### Groupe C
Matchs
| Date             | Équipe 1  | Score | Équipe 2  | Lieu     |
| ---------------- | --------- | ----- | --------- | -------- |
| 20 novembre 2008 | Canada    | 0-2   | Japon     | Santiago |
| 20 novembre 2008 | RD Congo  | 0-5   | Allemagne | Santiago |
| 23 novembre 2008 | Allemagne | 1-2   | Japon     | Santiago |
| 24 novembre 2008 | Canada    | 4-0   | RD Congo  | Santiago |
| 27 novembre 2008 | Allemagne | 2-1   | Canada    | Coquimbo |
| 27 novembre 2008 | Japon     | 3-1   | RD Congo  | Chillan  |

Classement
| Rang | Équipes   | Points | J | G | N | P | Bp | Bc | Diff. |
| ---- | --------- | ------ | - | - | - | - | -- | -- | ----- |
| 1    | Japon     | 9      | 3 | 3 | 0 | 0 | 7  | 2  | +5    |
| 2    | Allemagne | 6      | 3 | 2 | 0 | 1 | 8  | 3  | +5    |
| 3    | Canada    | 3      | 3 | 1 | 0 | 2 | 5  | 4  | +1    |
| 4    | RD Congo  | 0      | 3 | 0 | 0 | 3 | 1  | 12 | -11   |

#### Groupe D
Matchs
| Date             | Équipe 1      | Score | Équipe 2      | Lieu     |
| ---------------- | ------------- | ----- | ------------- | -------- |
| 20 novembre 2008 | Mexique       | 1-2   | Norvège       | Temuco   |
| 20 novembre 2008 | Brésil        | 3-2   | Corée du Nord | Temuco   |
| 23 novembre 2008 | Corée du Nord | 3-2   | Norvège       | Temuco   |
| 23 novembre 2008 | Mexique       | 0-5   | Brésil        | Temuco   |
| 27 novembre 2008 | Corée du Nord | 5-1   | Mexique       | Chillan  |
| 27 novembre 2008 | Norvège       | 0-3   | Brésil        | Coquimbo |

Classement
| Rang | Équipes       | Points | J | G | N | P | Bp | Bc | Diff. |
| ---- | ------------- | ------ | - | - | - | - | -- | -- | ----- |
| 1    | Brésil        | 9      | 3 | 3 | 0 | 0 | 11 | 2  | +9    |
| 2    | Corée du Nord | 6      | 3 | 2 | 0 | 1 | 10 | 6  | +4    |
| 4    | Norvège       | 3      | 3 | 1 | 0 | 2 | 4  | 7  | -3    |
| 3    | Mexique       | 0      | 3 | 0 | 0 | 3 | 2  | 12 | -10   |

### Quarts de finale
| Match | Date              | Équipe 1   | Score | Équipe 2      | Lieu     |
| ----- | ----------------- | ---------- | ----- | ------------- | -------- |
| 1     | 30 novembre 2008  | Nigeria    | 2-3   | France        | Coquimbo |
| 2     | 30 novembre 2008  | États-Unis | 3-0   | Angleterre    | Chillan  |
| 3     | 1er décembre 2008 | Japon      | 1-2   | Corée du Nord | Santiago |
| 4     | 1er décembre 2008 | Brésil     | 2-3   | Allemagne     | Temuco   |

### Demi-finales
| Match | Date            | Équipe 1   | Score | Équipe 2      | Lieu     |
| ----- | --------------- | ---------- | ----- | ------------- | -------- |
| 1     | 4 décembre 2008 | France     | 1-2   | Corée du Nord | Temuco   |
| 2     | 4 décembre 2008 | États-Unis | 1-0   | Allemagne     | Coquimbo |

### Match pour la3eplace
| Date            | Équipe 1 | Score | Équipe 2  | Lieu     |
| --------------- | -------- | ----- | --------- | -------- |
| 7 décembre 2008 | France   | 3-5   | Allemagne | Santiago |

### Finale
| Date            | Équipe 1      | Score | Équipe 2   | Lieu     |
| --------------- | ------------- | ----- | ---------- | -------- |
| 7 décembre 2008 | Corée du Nord | 1-2   | États-Unis | Santiago |

## Classement final
| 1er        | 2e            | 3e        | 4e     |
| ---------- | ------------- | --------- | ------ |
| États-Unis | Corée du Nord | Allemagne | France |